# Aeroportul Oskarshamn
Aeroportul Oskarshamn (IATA: OSK, ICAO: ESMO) este un aeroport din Comuna Oskarshamn, Kalmar län, Suedia ce deservește zona Oskarshamn. Aeroportul a fost tranzitat în mai 2014 de 60 de pasageri.
Aeroportul, situat la o altitudine de 29 de metri, are o pistă.

## Infrastructură

### Piste
Aeroportul dispune de o singură pistă. Pista are orientarea 01/19. 